# Juticalpa
Juticalpa – miasto w Hondurasie, nad rzeką Juticalpa. Stolica departamentu Olancho. Według spisu powszechnego z 2013 roku liczy 56,3 tys. mieszkańców. 

## Historia
Gdy przybyli tutaj Hiszpanie, Juticalpa była małą wioską Indian, położoną nad brzegiem rzeki o tej samej nazwie. Pierwotna nazwa Juticalpy brzmiała Xuticalpa, co w dialekcie nahuatl oznacza „dom ślimaków”. Wioska Juticalpa została założona przez kapitana Alonso Ortiza, wraz z osadnikami z San Jorge de Olancho, w miejscu, gdzie już istniało rodzime osiedle.